# Montréal (Ville) c. Dorval
Montréal (Ville) c. Dorval est un arrêt de principe de la Cour suprême du Canada concernant le préjudice corporel et les droits des victimes par ricochet. Il a été rendu le 13 octobre 2017.

## Contexte
Dans cette affaire survenue en octobre 2010, Mme Maria Altagracia Dorval est assassinée par son ex-conjoint. Au cours des semaines précédentes, elle s’était plainte en vain auprès des policiers après avoir fait l’objet de menaces de mort de la part de son ex-conjoint. Puisque les policiers n’ont pas réagi, la sœur, le père et la belle-mère de Mme Dorval intentent une poursuite civile contre la Ville de Montréal. La poursuite est intentée près de trois ans après l’assassinat. 
La Ville de Montréal s’est appuyée sur l’arrêt Kazemi ainsi que sur l’arrêt Schreiber c. Canada (Procureur général) pour faire valoir que l’action est prescrite. Dans l’arrêt Schreiber, la Cour suprême avait déclaré qu’il ne saurait y avoir de préjudice corporel sans atteinte à l’intégrité physique. En première instance, la requête en irrecevabilité de la Ville est accueillie. Ensuite, dans une décision fondée sur l'arrêt Tarquini, la Cour d’appel accueille le pourvoi des proches de Mme Dorval. 

## Jugement
Après avoir accueilli la requête pour autorisation de pourvoi, la Cour suprême rejette le pourvoi de la Ville. Le juge Richard Wagner fonde son jugement sur une interprétation large de l'art. 2930 C.c.Q. Il juge que « toutes les victimes qui subissent les conséquences directes et immédiates d’une même atteinte fautive doivent bénéficier du même délai de prescription extinctive pour entreprendre leur recours. Une telle interprétation est également de nature à faciliter l’accès à la justice des victimes de conséquences qui sont la suite immédiate et directe d’une atteinte fautive à l’intégrité physique d’une personne. » La Cour suprême a en partie fondé sa décision sur l'arrêt Tarquini de la Cour d'appel du Québec. 
Au paragraphe 41 de la décision, la Cour suprême réitère également la conclusion de l'arrêt Cinar Corporation c. Robinson que c'est l'atteinte première qui permet de qualifier le préjudice subi.

## Conséquences
Les victimes par ricochet ont donc indirectement subi un préjudice corporel et elles peuvent bénéficier du délai de prescription plus long de trois ans de l’art. 2930 C.c.Q, plutôt que d'être contraintes par le délai de prescription de six mois de la Loi sur les cités et villes. Cette cause présente des similitudes avec l'arrêt Doré c. Verdun où le même enjeu de prescription municipale s'est présenté, mais dans un contexte de préjudice personnel toutefois.   